# 30Y
I 30Y sono un gruppo musicale ungherese formatosi nel 2000. È attualmente formato dai musicisti Zoltán Beck, László Beck, Ádám Varga, Zoltán Sárközy e Áron Bóra.

## Storia del gruppo
Fondatosi nel 2000 a Pécs, il gruppo è salito alla ribalta con la pubblicazione del secondo album in studio Semmi szédítő magasság, che oltre a divenire la loro prima entrata nella classifica degli album della Magyar Hangfelvétel-kiadók Szövetsége, è stato candidato ai Fonogram Award come Album rock nazionale del 2008. Anche il brano Bogozd ki, contenuto nel primo album in studio Csészényi tér, è riuscito a riscuotere successo, esordendo al 9º posto della classifica dei singoli ungherese. Sono seguiti i dischi No. 4, Szentimentálé e Best Of, che hanno tutti esordito nella graduatoria nazionale. La raccolta Best Of è stata certificata platino dalla MAHASZ con oltre 4 000 CD venduti in suolo ungherese, raggiungendo la vetta degli album durante la tredicesima settimana di permanenza in classifica, dove ha trascorso 80 settimane.
Agli MTV Europe Music Awards hanno trionfato come Best Hungarian Act, mentre nell'ambito del Fonogram Award hanno ottenuto due ulteriori candidature.

## Formazione
Attuale
- Zoltán Beck – voce, chitarra
- László Beck – voce, batteria
- Ádám Varga – voce, basso
- Zoltán Sárközy – voce, strumento a tastiera
- Áron Bóra – percussioni

Ex componenti
- Krisztina Molnár – violino (2000-2001)
- Anikó Molnár – voce (2000-2002)
- Kornélia Komáromi – voce (2000-2002)
- Endre Gradvolt – chitarra (2000-2014)

## Discografia

### Album in studio
- 2006 – Csészényi tér
- 2007 – Semmi szédítő magasság
- 2008 – No. 4
- 2010 – Városember
- 2012 – Szentimentálé
- 2014 – 30Y.LP.2014
- 2016 – Dicsőség
- 2019 – Ki az akit még megölelnél
- 2020 – Resti

### Album dal vivo
- 2018 – Egy

### Album di remix
- 2013 – Ytriász (Remix)

### EP
- 2014 – Ahogy elképzeltem
- 2014 – Dobozember

### Raccolte
- 2015 – Best Of

### Singoli
- 2014 – Neked szurkolok
- 2015 – Messziről szép
- 2015 – Alkatrészekkel almodtam (George Stoned Theme)
- 2016 – Elsőre